# Valenzuela (Hiszpania)
Valenzuela – gmina w Hiszpanii, w prowincji Kordoba, w Andaluzji, o powierzchni 19,3 km². W 2011 roku gmina liczyła 1317 mieszkańców.